# Kronkåsa

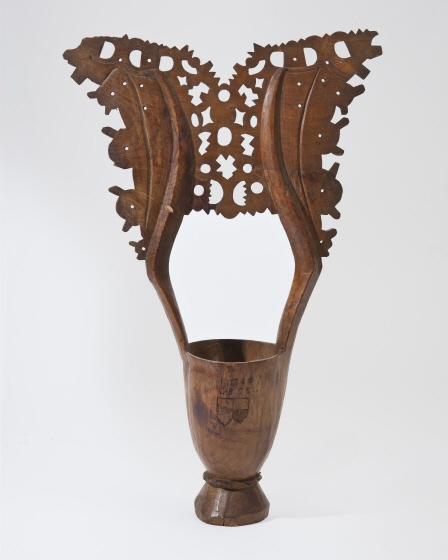
Um kronkåsa que pertenceu a Gustaf Banér e Christina Sture (1589)

Kronkåsa (sueco: "copo coroa"; plural: kronkåsor) é uma forma de um elaborado copo que foi usado durante a Renascença na Suécia.

## Descrição
Kronkåsa é um vaso, no qual, as alças eram exageradamente longas e elaboradas, formando um tipo de coroa sobre o copo, e, consequentemente, nomeando assim o instrumento. Os copos de coroa produzidos durante a Renascença foram esculpidos da raiz de abetos. Cópias póstumas do século XIX foram desenvolvidas usando outros tipos de madeira. A decoração da coroa é possivelmente derivada das formas encontradas nos detalhes de madeira das peças-de-altar góticas importadas. Muitos desses copos foram pintados de brilhante vermelho.

## História
Kronkåsor foram utilizados entre a nobreza sueca. Embora pouco se conheça a respeito de sua origem, foi sugerido que refletem uma antiga tradição de elaborados e populares vasos de madeira talhados da Europa Setentrional e Oriental. A popularidade da kronkåsa durante o século XI coincide com um avanço na qualidade e notoriedade dos trabalhos de carpintaria como uma arte comum na Suécia. De acordo com Olaus Magnus, nos seus escritos em Historia de gentibus septentrionalibus, de 1555, kronkåsor eram feitos no sudoeste da Finlândia (integrante dos domínios suecos na época) e, possivelmente, em Västerbotten. Em torno de 20 kronkåsor sobreviveram até os dias atuais, com a maior parte preservadas em museus. Muitos deles estão intimamente conectados com a família Bielke. Quando a Autoridade Nacional da Herança Cultural foi criada em 1630, seu objetivo era preservar antigos monumentos e heranças culturais, incluindo kronkåsor.

## Uso
Kronkåsor foram provavelmente utilizados durante ocasiões festivas e podem ter sido usados somente por membros da nobreza.